# El Pampero

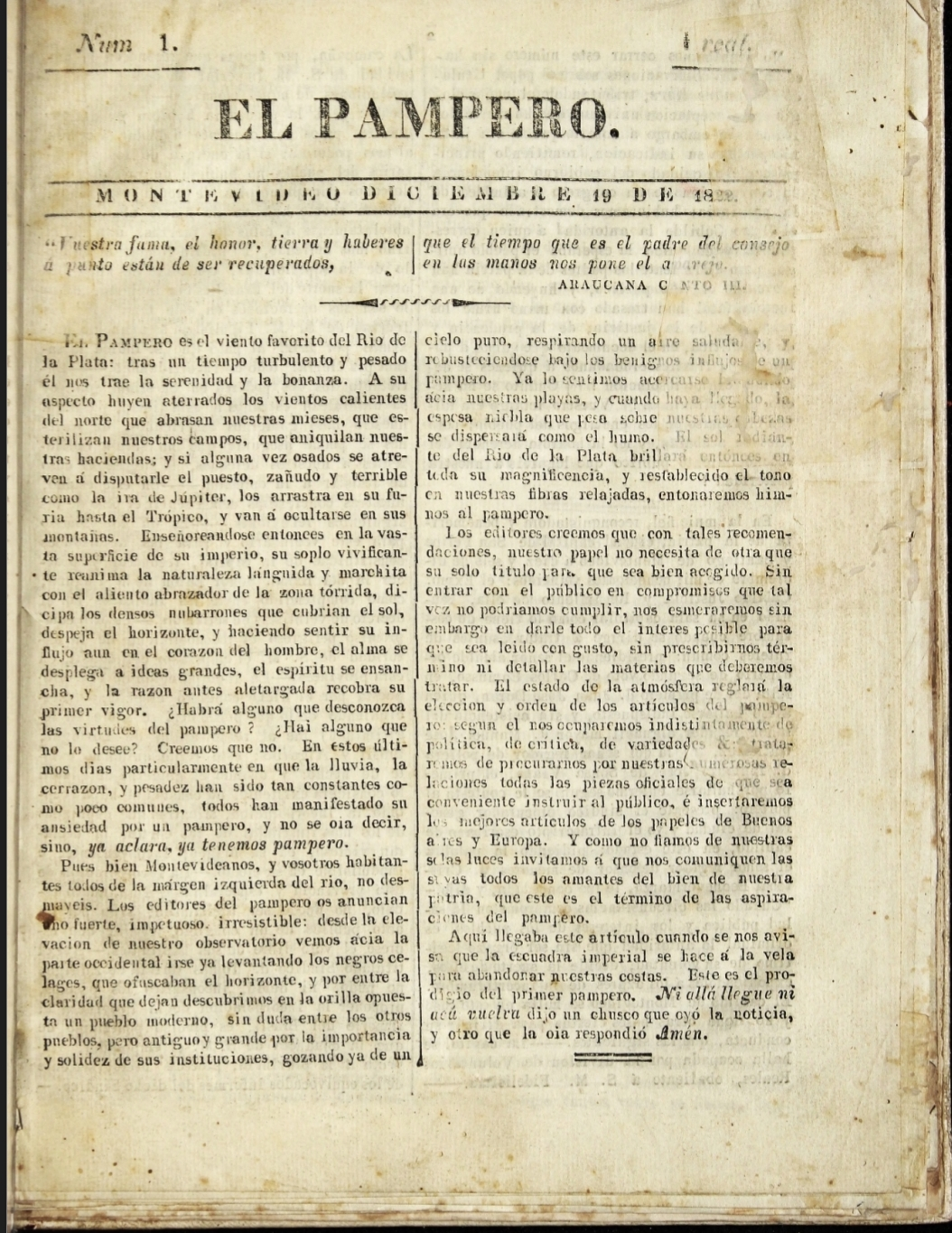
Portada del ejemplar 1 de El Pampero, publicado el 19 de diciembre de 1822

El Pampero fue un periódico político editado en Montevideo entre el 19 de diciembre de 1822 y el 2 de mayo de 1823, en el contexto de la ocupación luso-brasileña de la Provincia Oriental, entonces incorporada al Reino Unido de Portugal, Brasil y Algarbes con el nombre de Provincia Cisplatina. Fue redactado por miembros de la logia revolucionaria de los Caballeros Orientales, un grupo clandestino que promovía la independencia de la región y su reunificación con las Provincias Unidas del Río de la Plata. La impresión estaba gestionada por la imprenta del Cabildo, dirigida por el tipógrafo Manuel Torres.
Publicó un total de 14 números, abordando principalmente temas políticos, jurídicos e ideológicos, con un enfoque orientado a la formación de la opinión pública republicana. Entre sus colaboradores se destacaron figuras como Santiago Vázquez, Juan Francisco Giró y Antonio Díaz, todos vinculados a los movimientos emancipadores y posteriormente a la vida política de la Banda Oriental.
El Pampero es considerado uno de los ejemplos más representativos del periodismo independentista cisplatino, en una etapa de efervescencia política marcada por la resistencia al dominio extranjero y la intensa actividad de la prensa como instrumento de lucha ideológica.

## Contexto histórico
La aparición del periódico El Pampero se inscribe en una coyuntura política y social compleja, marcada por las disputas territoriales en el Río de la Plata y los inicios de la prensa como herramienta de lucha política en la Banda Oriental.

### La situación de la prensa bajo la ocupación portuguesa

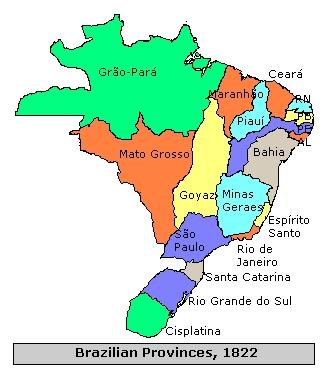
Provincias brasileñas en 1822

Tras la caída de Montevideo en 1814 y el fin del dominio español en la región, el territorio oriental entró en una nueva fase de disputas geopolíticas. En 1817, las tropas del Reino Unido de Portugal, Brasil y Algarve ocuparon Montevideo, formalizando la anexión de la Provincia Oriental como Provincia Cisplatina en 1821. 
Durante el dominio luso-brasileño, la prensa en Montevideo experimentó períodos de gran efervescencia y de estancamiento. Entre 1818 y 1821, la actividad periodística disminuyó notablemente, afectada por la represión política y el control del discurso público. Sin embargo, la aprobación de la Ley de Imprenta en Portugal de 1821 abrió paso a una breve expansión de la prensa legal, que permitía la crítica moderada al gobierno, siempre que no afectara los pilares de la monarquía constitucional.
En este contexto emergieron periódicos que promovían distintas visiones ideológicas, desde el liberalismo monárquico hasta posturas más radicales asociadas a la logia revolucionaria de los Caballeros Orientales. Esto dio lugar a una prensa orgánica, muy politizada y con fuerte vocación panfletaria a través de discursos emancipadores. 

### La censura y los antecedentes mediáticos
Desde los primeros periódicos como La Estrella del Sur (publicado durante la ocupación inglesa de 1807), la prensa en la Banda Oriental ha estado íntimamente ligada a los avatares del poder político y militar. Las imprentas fueron, desde sus inicios, objeto de vigilancia por parte de las autoridades coloniales, españolas primero, portuguesas después. La Gazeta de Montevideo, surgida en 1810, funcionó como órgano oficial del gobierno español y luego fue reemplazada o contrarrestada por otros medios ligados a intereses rivales.
En este escenario de luchas discursivas, la prensa no solo informaba, sino que construía sentido político, movilizaba sectores, modelaba el debate público y participaba activamente en la formación de una opinión pública urbana y letrada.

## Orígenes

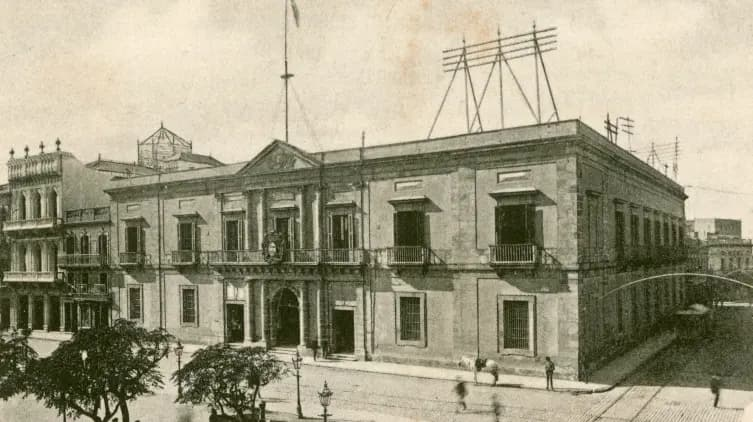
Cabildo de Montevideo

La publicación de El Pampero, en Montevideo entre el 19 de diciembre  de 1822 y mediados de 1823, fue posible gracias a una coyuntura política y material particular : la breve efervescencia revolucionaria en torno a la Logia de los Caballeros Orientales y el rápido desarrollo de talleres tipográficos en la ciudad permitieron la multiplicación de periódicos y la aparición de nuevos espacios de expresión. Durante este periodo, los periódicos eran impresos principalmente en tres imprentas (véase la sección sobre el paisaje mediático de la época en Montevideo). El Pampero formaba parte de los cincos medios más importantes publicados por la Imprenta del Cabildo cuando estaba dirigida por  Manuel Torres (con El Patriota, La Aurora, El Aguacero y El Ciudadano). Este último había sido comisionado por el Cabildo de Montevideo para presentar propuestas para la imprenta, y permaneció durante quince meses al frente de este taller, de agosto de 1822 a noviembre de 1823.

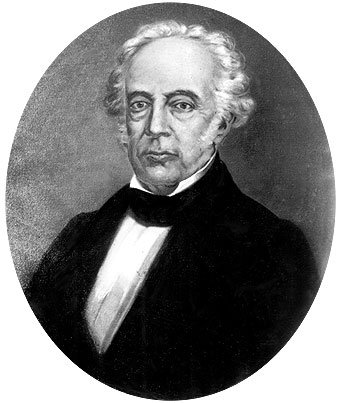
Juan Francisco Giró, cofundador del periódico El Pampero

El Pampero fue uno de los periódicos, con La Aurora, vinculados a la campaña revolucionaria de la Sociedad de los Caballeros Orientales en la Provincia Cisplatina, entre finales de 1822 y comienzos de 1823. Sus principales redactores fueron Antonio Díaz, Juan Francisco Giró y Santiago Vázquez. Este último, sin embargo, se encontraba en Buenos Aires a comienzos de 1823 como representante del Cabildo de Montevideo, por lo que probablemente su colaboración haya sido más bien indirecta. Según Álvarez Ferretjans, fue entonces cuando Díaz y Giró asumieron plenamente la redacción del periódico.

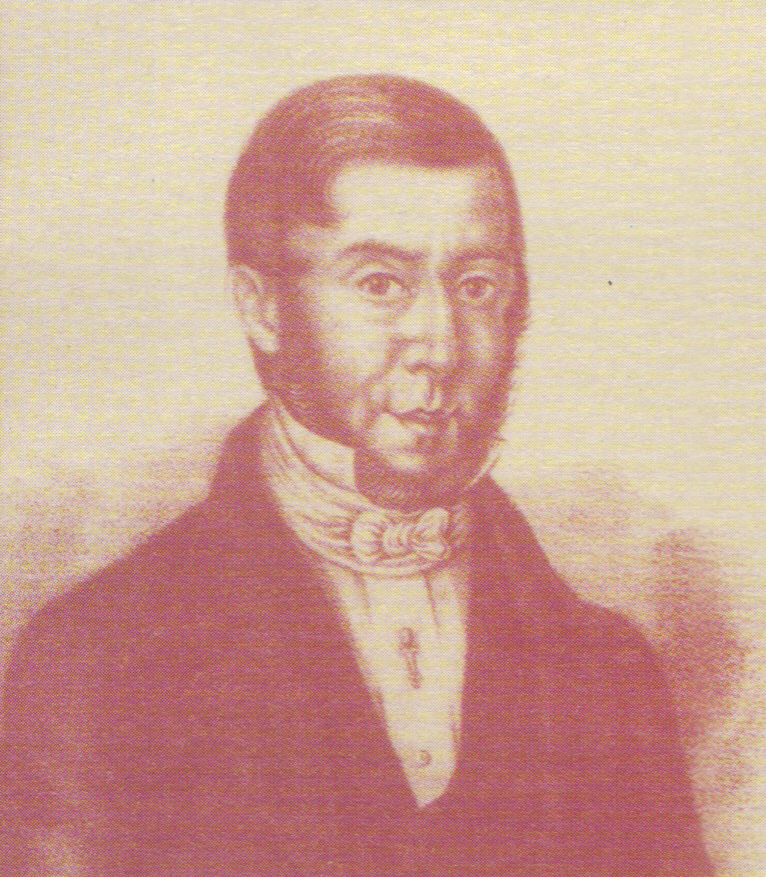
Santiago Vázquez, cofundador del periódico El Pampero

Los colaboradores de El Pampero pertenecían a una generación ilustrada y comprometida con la causa de la emancipación de la ocupación luso-brasileña. Muchos de ellos, como Antonio Díaz, Juan Francisco Giró o Santiago Vázquez, contaban con una formación y experiencia en funciones políticas, diplomáticas o educativas. También participaban en otras publicaciones del movimiento, como La Aurora o El Argos Oriental, y compartían una visión crítica del régimen imperial, especialmente en lo que respecta al autoritarismo y los abusos del general Da Costa.
La motivación expresada por los redactores era política : su objetivo era despertar el entusiasmo patriótico y promover el alistamiento en las filas revolucionarias. Según Antonio Díaz, se trataba de excitar “el entusiasmo con un lenguaje enérgico” y anunciar que había “llegado el día de la libertad” : había una voluntad expresada de formar la opinión pública y movilizar apoyos. A diferencia de unos de sus periódicos contemporáneos, El Pampero combinaba un tono combativo con una defensa de la libertad de imprenta, evitando ataques personales al emperador, pero denunciando las restricciones impuestas por el imperio y afirmando su independencia editorial.

## Lectores y recepción
El Pampero se dirigía a un lectorado cisplatino patriota y políticamente comprometido con la causa independentista. Apelaba a ciudadanos educados, sensibles a la importancia de la libertad de prensa y a ideales republicanos. Los redactores buscaban movilizar a este público contra el Imperio del Brasil, presentando la lucha como una causa justa y libertaria.
El periodico no limitaba su alcance a la ciudad de Montevideo, sino que aspiraba a interpelar a lectores en otros centros urbanos de la Provincia Cisplatina. Su discurso centrado en la denuncia del despotismo y la exaltación de valores republicanos pretendía movilizar a ellos en una comunidad política capaz de actuar frente a la dominación luso-brasileña.
Este semanario llegó a vender 600 ejemplares en menos de cinco horas, en un Montevideo que aún no alcanzaba los 15.000 habitantes. Esto muestra claramente el alto interés que había en los montevideanos por ese tipo de prensa. Este dato es proporcionado por Silvestre Blanco, señalando lo llamativo del suceso, en una carta a Bernardino Rivadavia.

## Estilo y tópicos
En el primer artículo del semanario, Santiago Vázquez escribió como justificación al nombre de la publicación (haciendo referencia al viento Pampero):  
“A su aspecto huyen aterrados los vientos calientes del Norte que abrasan nuestras mieses, que esterilizan nuestros campos, que aniquilan nuestras haciendas, y si alguna vez osados se atreven a disputarle el puesto, sañudo y terrible como la ira de Júpiter, los arrastra en su furia hasta el Trópico, y van a ocultarse en sus montañas.” 

El Pampero, n°1, 19/12/1822.
El Pampero anunciaba el advenimiento de tiempos de emancipación, así como estrechaba los lazos con los descontentos bonaerenses que también anhelaban un viraje político. El encabezamiento de cada número rezaba: “Nuestra fama, el honor, tierra y haberes á punto están de ser recuperados, que el tiempo que es el padre del consejo, en las manos nos pone el aparejo”. 

### Formato y estructura del periódico El Pampero
El Pampero se publicó en Montevideo entre diciembre de 1822 y mayo de 1823. Es impreso en la Imprenta del Cabildo, dirigida por Manuel Torres, una figura clave de la edición uruguaya de la época. El periódico aparece en una o dos páginas, en formato in-folio, con una tipografía densa pero legible. No contiene ilustraciones ni anuncios publicitarios. Cada número lleva un título distintivo y a menudo evocador, que refuerza su estilo militante. La estructura de cada número es relativamente estable, respondiendo a una lógica retórica propia de la prensa comprometida del siglo XIX. Se abre con un editorial o un artículo introductorio, generalmente firmado o atribuido a Santiago Vázquez, figura central de la redacción. Le siguen artículos de fondo con contenido político, redactados en un estilo panfletario. Estos textos pueden incluir comentarios sobre la actualidad local o internacional, siempre interpretada desde una perspectiva revolucionaria. La composición incluye también textos breves, como aforismos o máximas políticas, destinados a condensar un mensaje ideológico en forma memorable. Algunos números integran además poesía comprometida, cartas abiertas o correspondencia ficticia, recursos estilísticos que permiten introducir la sátira o la alegoría al servicio de la movilización ideológica.

### Estilo de escritura: panfletario, metafórico, irónico
El estilo de El Pampero es fuertemente panfletario, es decir, se basa en una retórica de denuncia y persuasión. Este estilo se caracteriza por una carga emocional elevada, una violencia verbal asumida y una postura de confrontación. Se emplean recursos retóricos potentes: imágenes metafóricas, contrastes maniqueos, hipérboles y fórmulas contundentes. El léxico exaltado expresa la urgencia revolucionaria y la intensidad del combate ideológico. Por ejemplo, en el n°3 (enero de 1823), el periódico se define como una «brisa de libertad» opuesta a los «miasmas del despotismo». Este tipo de imagen climática confiere al discurso revolucionario una dimensión casi cósmica. La metáfora meteorológica del viento pampero, símbolo de purificación política, es recurrente. En Cuando la política fue temporal (2021), Maria Laura Romano analiza esta estrategia como un intento de naturalizar el cambio político inscribiéndolo en un orden natural. La ironía mordaz y el sarcasmo son armas tanto más efectivas cuanto que ridiculizan al adversario exaltando al mismo tiempo la superioridad moral del redactor. En el n°5, por ejemplo, se lee: «Los soldados del Brasil no necesitan espada, les basta un látigo y una bolsa de oro.» una caricatura que reduce al enemigo a una entidad corrupta y brutal. Este estilo tiene como fin persuadir, movilizar y crear una conciencia política recurriendo a afectos poderosos. No hay ninguna pretensión de objetividad: El Pampero se reivindica como instrumento de combate ideológico.

### Temas abordados: no exclusivamente políticos
Aunque la temática dominante es política, los contenidos de El Pampero abarcan un espectro más amplio, siempre orientado por una voluntad de educación republicana. El periódico no se limita a una función informativa: actúa como vehículo de formación ciudadana y consolidación de los valores republicanos. La mayoría de los artículos denuncian la ocupación luso-brasileña, asimilada a una tiranía extranjera, y valorizan la causa oriental, exaltando los ideales de libertad, soberanía y dignidad. El lenguaje recurre al registro patético, como en el n°7 (febrero de 1823): «El suelo oriental no debe ser hollado por botas imperiales sin que la sangre grite en cada rincón.» Esta formulación confiere una sensibilidad política al territorio mismo, encarnando a la Nación herida. Paralelamente, El Pampero propone reflexiones morales en forma de máximas y pensamientos breves, inspirados en las Luces, el estoicismo y la tradición cristiana. Estas buscan anclar una ética cívica en el espíritu del lector. El ejemplo del n°4 ilustra esta dimensión normativa: «La libertad de imprenta es la espada del pueblo, y el papel, su escudo.»
La prensa es erigida aquí como defensora del pueblo, legitimando así su propia existencia. El periódico también se inscribe en una dinámica de lucha mediática. Comenta, critica o ridiculiza otros periódicos, sean locales o afines al poder imperial. En el n°6 se lee una denuncia explícita del «servilismo repugnante» de la prensa pro-imperial. Finalmente, los textos literarios cumplen un papel esencial en la difusión de la ideología. Poemas, alegorías o diálogos ficticios se utilizan como herramientas de vulgarización política, permitiendo asociar estética y compromiso. Lejos de ser entretenimiento, estas producciones literarias se inscriben en una pedagogía militante.

## Contexto de fin de edición

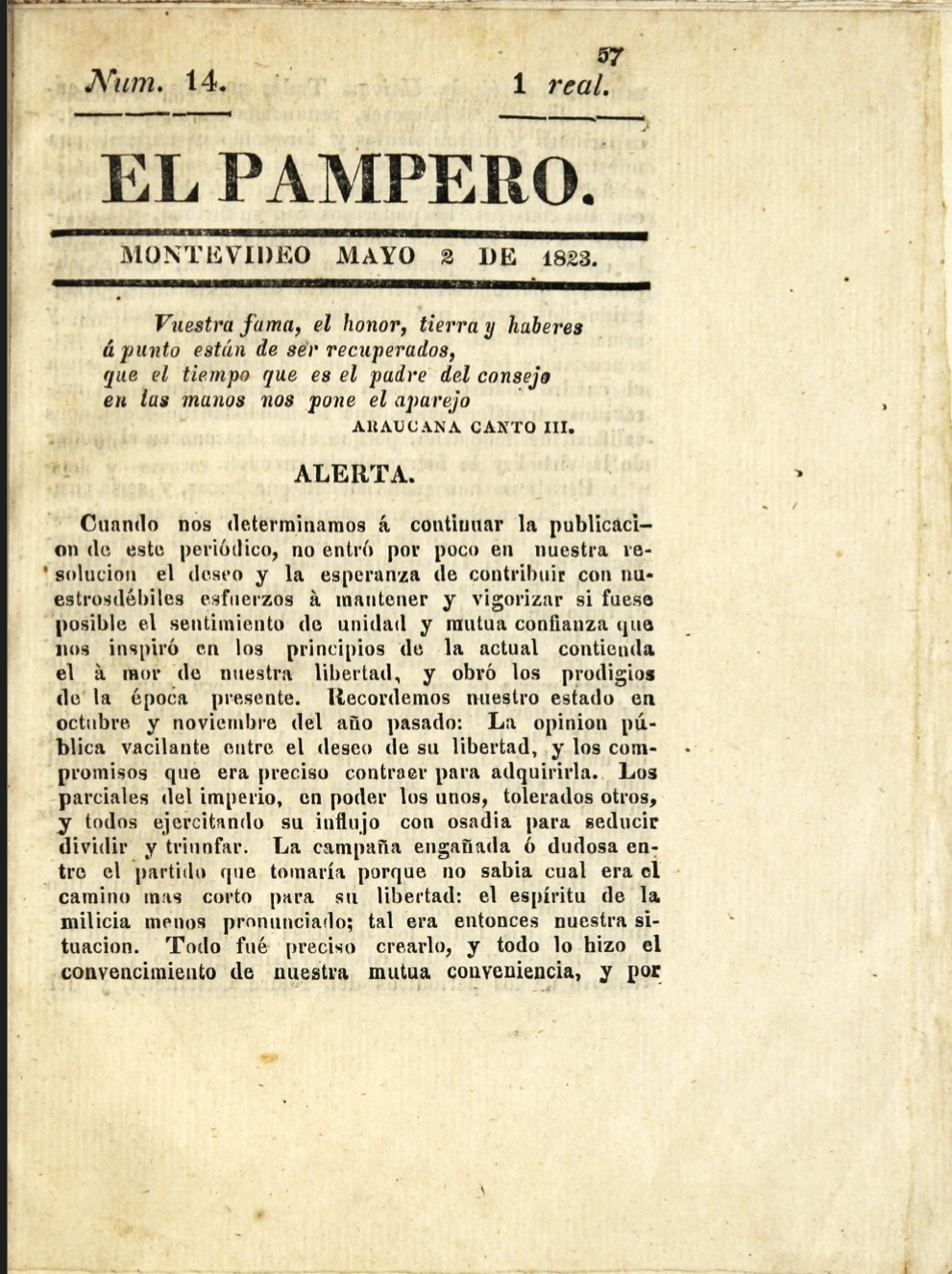
Portada del último ejemplar de El Pampero (n°14), publicado el 3 de mayo de 1823